# Арозиу, Ана Паула
Ана Па́ула Аро́зиу (порт. Ana Paula Arósio, род. 16 июля 1975) — бразильская актриса.

## Биография
Перед тем, как стать актрисой Ана Паула работала моделью. Наибольшую популярность ей принес сериал «Земля любви», где она сыграла эмигрантку Жулиану.
16 июля 2010 года Ана Паула вышла замуж за архитектора Энрике Пиньейру.

## Фильмография

### Телесериалы
- 1992 — Решать вам / Você Decide — Лена
- 1994 — Их было шестеро / Éramos Seis — Аманда
- 1996 — Причина жить / Razão de Viver — Бруна
- 1997 — Кости барона / Os Ossos do Barão — Изабел
- 1998 — Неукротимая Хильда / Hilda Furacao — Хильда
- 1999 — Земля любви / Terra Nostra — Джулиана Эсплендоре
- 2000 — Храбрый / Brava Gente — Мадалена
- 2001 — Семья Майя / Os Maias — Мария Эдуарда да Майя
- 2001 — Нормальные / Os Normais — Карминья
- 2002 — Земля любви, земля надежды / Esperança — Камилли
- 2003 — Знаменитость / Celebridade — Алиси
- 2004 — Одно лишь сердце / Um Só Coração — Йоланда Пентеадо
- 2005 — Дорога / Mad Maria — Консуэло
- 2006 — Страницы жизни / Páginas da vida — Оливия
- 2008 — Каменный рынок / Ciranda de Pedra — Лаура Прадо
- 2010 — В форме закона / Na Forma da Lei — Ана Беатрис Маседо

### Художественные фильмы
- 1991 — Per sempre
- 2001 — Os cristais Debaixo do Trono
- 2005 — Полковник и оборотень / O Coronel e o Lobisomem — Прима Эсмералдина
- 2005 — Celeste & Estrela — Салете — рецепционист в аэропорту
- 2010 — Как всё забыть? / Como Esquecer — Жулия
- 2015 — Движущийся лес / A floresta que se move[2] — Клара